# 중국 위군
중국 위군(중국어 간체자: 中国伪军, 정체자: 中國偽軍)이라는 용어는 중일 전쟁과 제2차 세계 대전 당시에 일본 제국에 협력한 중국의 괴뢰 군대를 총칭할 때 쓴다. 만주국, 중화민국 임시정부, 중화민국 유신정부, 왕징웨이 정권,  지둥 방공자치정부, 몽강연합자치정부와 같이 중일 전쟁 시기에 중국에 수립된 일본 제국의 괴뢰 국가들의 군대를 비롯하여 동아황협군(東亞皇協軍), 대한의군(大漢義軍), 화평건국군(和平建國軍)과 같은 중국 내 친일 무장 단체도 중국 위군에 속한다.
중국 위군은 일반적으로 괴뢰군이라고 불렸다. 전체적으로 중국 위군의 숫자는 683,000명 정도로 추정되고 있으며, 몽강연합자치정부, 만주국의 군대까지 합치면 약 120만 명 정도의 중국 위군이 있었을 것으로 추측된다. 1945년 9월 일본 제국의 무조건 항복 이후 중국 위군은 대부분 해산되었다.

## 갤러리

왕징웨이 정권이 사용한 선수기
왕징웨이 정권이 사용한 공군 표지

## 같이 보기
- 만주국군